# Ignacio Finder
Ignacio Finder (Leópolis, Polonia; 17 de julio de 1922- Buenos Aires, Argentina; 13 de noviembre de 2001) fue un actor de cine y televisión y un gran actor y director teatro nacionalizado argentino.

## Carrera
Ignacio Finder, cuyo verdadero nombre de orígenes judíos era Ignacio Tennenboltz, fue hijo de un también actor nacido en ese mismo lugar cuando era Austria-Hungría (ahora Leópolis, Ucrania). Llegó a la Argentina siendo un niño y al alcanzar la mayoría de edad adoptó la ciudadanía argentina por amor y convicción.
Fue un gran maestro de actores y un eximio actor teatral, con una extensa carrera en el escenario junto a las grandes estrellas del cine argentino como Marilina Ross, Marianito Bauzá, Enrique Kossi, Augusto Bonardo, Edmundo Rivero, Agustín Alezzo, Federico Luppi, Alicia Bruzzo, Zulema Katz, Dora Baret, Nelly Prono y Max Berliner, entre otros.
Además trabajó en la dirección de varias obras teatrales, siendo considerado uno de los mejores directores teatrales del momento junto con  Simón Tenowsky y Salo Vasochi. También compuso la música de sus raíces en varias de sus creaciones.
En teatro se formó con el gran actor extranjero David Licht.

### Filmografía
- 1959: Mi esqueleto
- 1960: Fin de fiesta
- 1962: Setenta veces siete como el Padre
- 1966: Buenos Aires, verano 1912
- 1974: La tregua
- 1974: Proceso a la infamia como un Reugiado
- 1975: Los gauchos judíos
- 1980: Departamento compartido
- 1984: Pasajeros de una pesadilla como Isaac Fogelman[3]

### Televisión
1970: ¡Robot!
1971: Ciclo de Teatro Argentino

### Teatro
Se recuerda su activa participación en el Teatro judío IFT (Yidischer Folk's Teater o Teatro Popular Judío) encabezada por el actor estadounidense Harry Rubin. De esta compañía fueron partícipes actores y cantantes del teatro nacional como del teatro hidish como Armando Discépolo, Inda Ledesma, Les Luthiers, Mercedes Sosa, Nacha Guevara, León Gieco, Lito Nebia, María Rosa Gallo,  Marta Gam, Golde Flami, Meme Vigo, Juanita Kleinburd y Frida Winter, entre otros.
Algunas de sus obras fueron:
- Requiém para un viernes a la noche (1964)  como Max, de Germán Rozenmacher, junto a  José María Gutiérrez, Héctor Saleme y M. Gam .
- Destinos errantes (1966), compartiendo la dirección con Fabio Rejes

También trabajó en una obra en 1978 junto con  Aldo Kaiser, Norberto Vásquez Freijo y Guillermo Marín.

## Vida privada
Su mujer por varias décadas fue la también actriz teatral Marta Gam, con quien pudo compartir algunos films argentinos.